# 唐珠洞
唐珠洞（タンジュどう、タンジュドン）は、ソウル特別市鐘路区にある法定洞である。行政洞である社稷洞の管轄下にある。北には内需洞、東には社稷洞・世宗路、南には新門路1街、西には新門路2街と接している。

## 洞名の由来
唐珠という地名は、朝鮮時代の地名である唐皮洞の唐と夜珠峴の珠を合わせたものである。

## 交通
光化門駅の1番・8番出入り口が位置する。